# Víctor Lobo
Víctor Lobo Escolar (Zaragoza, 19 de noviembre de 1979) es un deportista español que compitió en esquí de fondo, triatlón y biatlón.

## Biografía
Es Ingeniero forestal por la Universidad de Lérida, máster en Energías Renovables por la Universidad de Zaragoza y especialista en Sistemas Híbridos por la Universidad de Kassel.

## Esquí de fondo
Su vida deportiva como esquiador de fondo comienza con el equipo Stadium Casablanca, club deportivo de su ciudad natal, Zaragoza, donde también ha ejercido de entrenador de este deporte desde entre los años 2003 y 2007. Participó en el Campeonato de España de Esquí de Fondo de 2008, obteniendo el décimo puesto en la prueba de 10 km estilo libre.

## Triatlón de invierno
Ganó una medalla de bronce en el Campeonato Europeo de Triatlón de Invierno de 2005, y seis medallas de oro en el Campeonato de España de Triatlón de Invierno en los años 2004, 2005, 2006, 2008, 2009 y 2010.
| Campeonato Europeo | Campeonato Europeo      | Campeonato Europeo | Campeonato Europeo |
| Año                | Lugar                   | Medalla            | Prueba             |
| ------------------ | ----------------------- | ------------------ | ------------------ |
| 2005               | Freudenstadt (Alemania) | Medalla de bronce  | Individual         |

## Biatlón
La dificultad de poder conciliar el sistema de entrenamiento que precisan las tres disciplinas que forman el triatlón de invierno con sus obligaciones profesionales le hace plantearse cambiar deportivamente. Así, en el año 2011 decide hacer su paso al biatlón. En 2013, participa en el Campeonato Mundial de Biatlón que tiene lugar en el mes de febrero en Nové Město (República Checa). Forma parte del equipo español de relevo en la prueba de 4 × 7,5 km y obtiene el puesto 28. Mientras que en las pruebas individuales hace el 119.º puesto en la prueba de 10 km velocidad y el 93.º puesto en la de 20 km.
Participó en los Juegos Olímpicos de Sochi 2014, donde finalizó en el 83.º puesto en la prueba de 10 km velocidad y el 71.º puesto en la prueba de 20 km individual.